# 日本航空350號班機空難
日本航空350號班機是由一架日本航空的道格拉斯DC-8-61（飛機註冊編號：JA8061）飛行，從九州福岡機場飛往東京羽田機場的國內線客機航班，此航班在1982年2月9日於東京灣在往東京羽田機場途中墜毀。通稱日航羽田沖墜落事故、羽田沖墜毀事故、日航反推事故。JL350是日本航空於1980年代第一宗坠機事故。

## 事故經過
发生事故的350次航班在晚点9分钟后，上午7时34分从福冈机场起飞。之后按照飞行计划顺利飞行，在8时35分得到了羽田机场33R跑道（位置在現今的34L跑道旁邊）的着陆许可后放下起落架和襟翼，进入了着陆准备阶段。直到高度降到200英尺（约61米）之前都是顺利的，但之后，在8时44分1秒时，机长突然关闭自动驾驶装置，并突然将操纵杆向前推，一边使机头降低，一边降低发动机的推力，启动DC-8-61第二與第三台發動機的推力反向器打開，因此机体开始前倾坠落。
尽管发现引擎声音异常的飛航工程師喊着“推力过低（日语：パワー・ロー）”，把引擎推力调整回来，副驾驶也试图将操纵杆向上拉，但在8时44分7秒，随着地面迫近警告系統（GPWS）的警报声“Glideslope”在驾驶舱响起，起落架挂在跑道前的海上设置的引进灯上，机体坠落于跑道附近的浅水中。机头和机体后部断成两截，但由于坠落现场在浅滩，避免了机体沉没。
最後飞机於距離跑道300米（984英尺）的淺水中墜落。
在166名乘客和8名機組人員之中，24名乘客遇難，149人受伤，機組人員中並無死亡者:14。在事故以後机长也是第一批乘坐搶救船获救的人之一，而按照调查报告，因重伤而昏迷的飞航工程师和机长幾乎同时被救出，副驾驶则一直在救助伤者。《時代》報導稱，據传机长向救援人員訛稱自己為白領。
因为事故发生在新日本酒店火灾的第二天，東京消防廳在紧张应对的情况下，派出特别救助队、水难救助队和消防艇进行救援活动。

## 原因
事故的起因为機長片桐清二的异常操作。他在事故发生的6年前第一次看到幻觉，并被诊断为初期的精神分裂症、抑郁状态、身心症，虽然接受了圣玛丽安娜医科大学医院的医师、公司的常勤内科医师和非常勤精神科医师的诊察、治疗但并没有改善，事故前产生了严重的被害妄想，認為「蘇聯将使日本分裂为两派，卷入血腥的战斗」，故此抱有「与其被敵人抓住并以残忍的方式杀害，不如自己先自殺死亡」的信念:170、181、188。当时他在恐惧中颤抖一段时间后，精神状态终于回到现实。
高度到达200英尺时，副驾驶响应了"Minimum"，而机长本来应该回答"Landing"（着陆）或是"Go around"（复飞），但他却只回应了"Check"。随后，350航班降到200英尺以下后，机长突然产生了的幻听。他将这一命令理解为「去死、去死……」，切换成手动驾驶，推下操纵杆，并启动引擎反推:189。
飞航工程师及时发现了机长的异常操作，立即拍打机长右手，将反推杆调回原来位置。副驾驶意识到机头突然下降，反射性地抓住操纵杆，但由于机长推下操纵杆的力过于强烈，没有拉起来。副驾驶喊道:「机长，请住手」（日语：キャプテン、やめてください），机长减小了向操纵杆的力量。但是尽管这一异常操作仅仅进行了不到8秒，也足以使飞机向海面撞击，8时44分7秒，日本航空350航班坠落到离跑道入口510米的东京湾中:190。

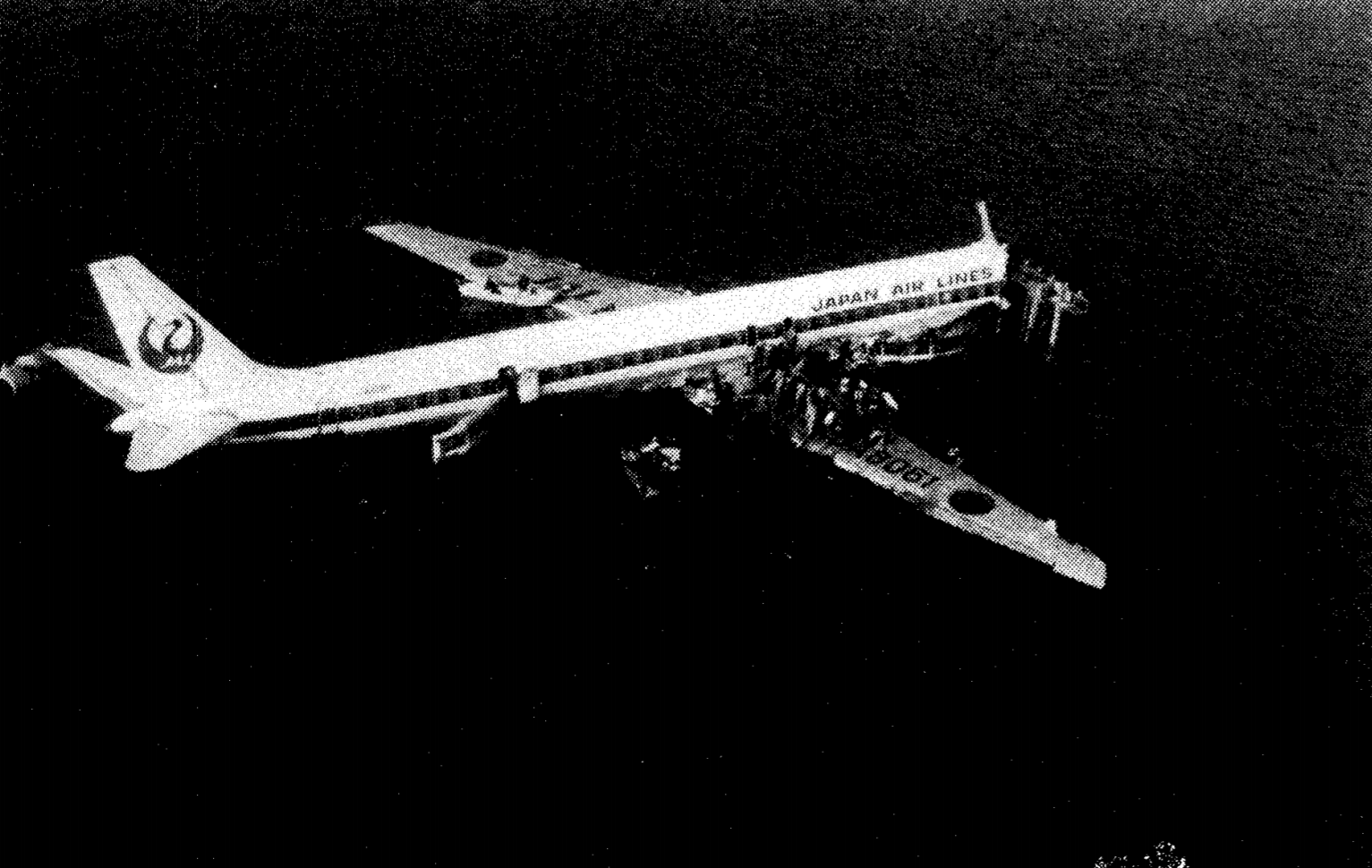
坠毁后的机体

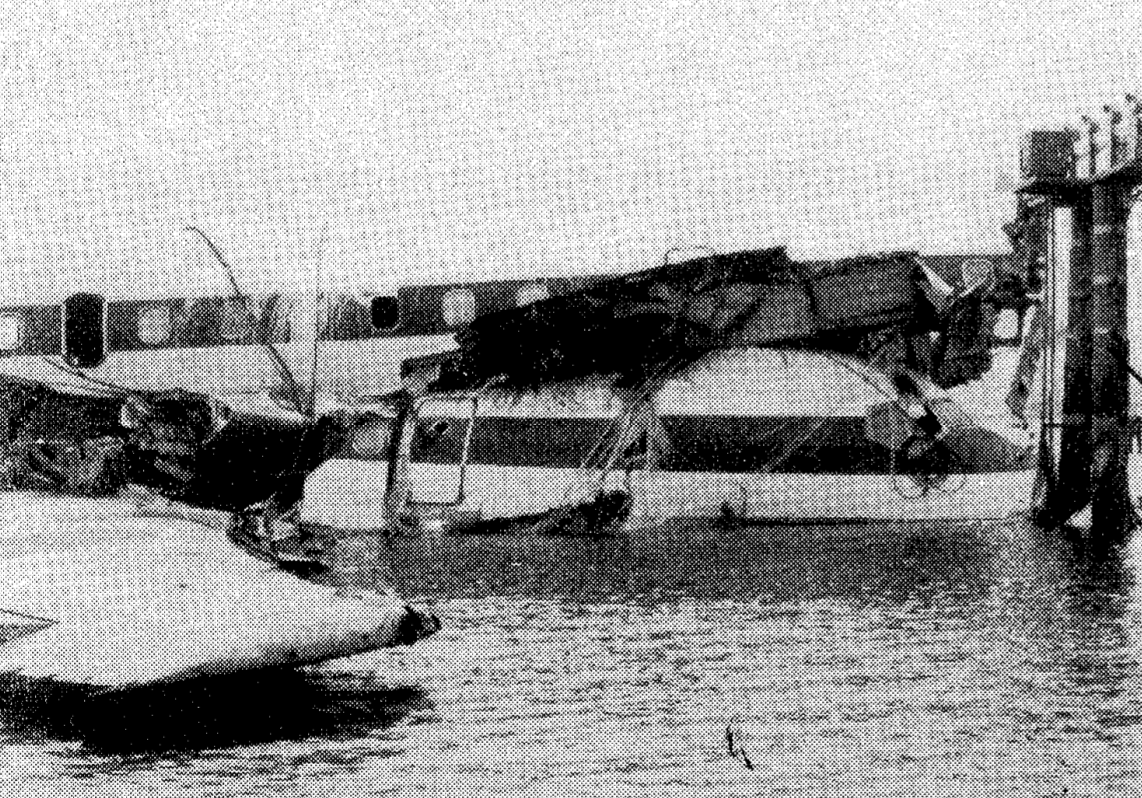
机头部分

## 機組人員
- 機長：片桐清二[註 3]，當時35歲。昭和44年（1969年）10月1日進入日本航空，昭和54年（1979年）12月18日取得DC-8型客機機長資格，總飛行時間5698小時，DC-8飛行時間4353小時（作為副駕駛3869小時，作為機長484小時）。

- 副駕駛：石川幸史[註 4]，當時33歲，昭和47年（1972年）8月11日進入日本航空，昭和56年（1981年）8月26日獲得DC-8型客機副駕駛資格，總飛行時間3391小時，作為飛行員的飛行時間504小時34分，DC-8飛行時間186小時34分。

- 飛航工程師：小崎善章，當時43歲，昭和32年（1957年）4月1日進入日本航空，昭和44年（1969年）1月10日獲得DC-8型客機飛航工程師資格，昭和56年（1981年）4月1日成為DC-8型客機飛航工程師教官，總飛行時間6560小時27分，作為DC-8飛航工程師飛行時間3564小時27分。

## 事故机体
墜毀的JA8061為DC-8-61型客機，製造于1967年5月25日，總飛行時間36955小時04分。
該機原註冊號為N8775，為美國東方航空所有，日航于1973年購入該機并將註冊號改為JA8061。
機上配備的四台引擎為JT3D-3B型號，分別製造于1962-1969年之間。

## 机长事故前的异常行动
机长在事故发生前一天与事故时一样执飞，在羽田飞往福冈机场的377次航班中有异常行为。
- 起飞时，即使未得到管制的许可，也一边小声说着“已经得到许可了吧”，一边试图操作操纵杆，被副驾驶和航空驾驶员制止。
- 起飞不久，一般以对气速度250节，倾斜25度角进行右盘旋上升，但机长幾乎倾斜到70度（通常飞行中最大30度左右），副驾驶因此从侧面进行修正[2]:186。据说，这之后副驾驶问机长是否安全，机长平静地回答：“没关系。”但是机体因倾斜角过大而滑落（英语：Slip (aerodynamics)），在15秒内下降了800英尺（约250米）。
  - 在抵达福冈机场后，关于这一异常操作，副驾驶对飞航工程师说：“如果就那样放任不管的话可能会倾斜到90度。”
  - 副驾驶认为“他可能半规管暂时出了问题”，而飞航工程师则认为“这么蠢的机长是怎么回事”[2]。
- 据说在到达福冈后机长对副驾驶说“做得好”（日语：お見事）。

## 機長刑事責任
雖然片桐清二由於業務上過失致死罪而被逮捕，但因為在精神鑒定中被鑒定為偏執型精神分裂症，處於精神錯亂的狀態而得到了不起訴處理。按照精神衛生法，機長進入東京都立松澤醫院接受強制治療，並在大約一年後被日航解僱；完成強制治療後，便一直安靜地居住於富士山附近。

## 社会影响
- 黑匣子中录下的副駕駛的惨叫声「机长，请住手」（キャプテン、やめてください）、「心身癥」、等词成为了当时的流行语[5]。
- 1984年电影《逆喷射家族（日语：逆噴射家族）》标题即取自一词作为「精神错乱」的含义。
- 按照日本《航空法（日语：航空法）》第75条，规定机长有义务在事故发生时带头救援乘客，但机长放弃职责，混在乘客中逃离。起初，有关机长死亡的消息传开后，他先乘救援船被救出的消息被媒体曝光，使其遭到了世间严厉的批评。证实机长因精神分裂症而处于精神错乱状态后，日本航空让其担任机长一事被严厉批判为轻视安全的行为。
- 截止至2019年，日本航空的350航班仍与123航班一样为缺号（日语：欠番）。

## 外部連結
- Airliners.net上的同型机照片（注册号JA8045） （页面存档备份，存于）
- JTSB事故调查报告 （页面存档备份，存于）
- Aviation Safety Network （页面存档备份，存于）
- 1982年時對此事的電視報道（節選） （页面存档备份，存于）